# Lofoten

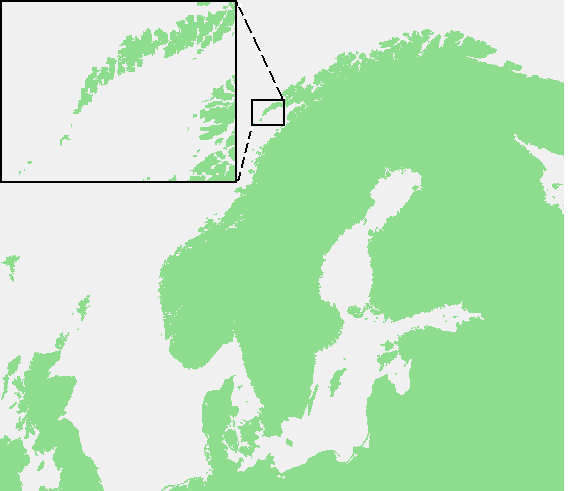
Lofotens läge.

Lofoten och Vesterålen.

Lofoten är en ögrupp och ett landskap i Nordland fylke i norra Norge. Ögruppen ligger längs Vestfjordens nordsida, sydväst om den närliggande ögruppen Vesterålen. Namnet Lofoten kommer av fornsvenskans lo, och fornnordiskans fotr, fot (från början använt om ön Vestvågøya).

## Geografi
Geografiskt sträcker sig Lofoten i sydväst från Skomvær utanför Røst till Raftsundet i nordöst. De största öarna är Austvågøya (526,7 km²), Gimsøya (46,4 km²), Vestvågøya (411,1 km²), Flakstadøya (109,8 km²) och Moskenesøya (185,9 km²). Dessutom ingår ett antal mindre öar, bland annat Værøya och Røst, längst väst ut i havet.
Lofotens tingsrätts domkrets omfattar kommunerna Vågan, Vestvågøy, Flakstad, Moskenes, Værøy och Røst, är 1226 kvadratkilometer stort och hade 24 262 invånare år 2016.
Lofoten har en av landets äldsta berggrund. De äldsta bergarterna är omkring 2 miljarder år gamla. Under istiden bildades detta landskap med dess stora kontraster mellan höga fjälltoppar, tindar och sandstränder. De högsta topparna är Higravtindan (1146 m ö.h.) på Austvågøya, Durmålstindan (1004 m ö.h.) på Hinnøya och Hermannsdalstinden (1029 m ö.h.) på Moskenesøya.
På avstånd ser öarna ut som en fjällvägg, och kallas därför Lofotväggen. Bosättningen är till större delen samlad i tätorter eller fiskelägen. Undantaget är Vestvågøya, som med goda förutsättningar för jordbruk har en mer spridd bebyggelse. Kustklimatet, med golfströmmen ger milda vintrar medan det på somrarna är relativt kyligt. Öarna har smala fjordar och mellan öarna är det trånga sund. I sunden går det kraftiga tidvattenströmmar, bland annat Gimsøystraumen, Nappstraumen och Moskstraumen.

## Näring
En relativt stor del av befolkningen, (5-7% år 2022), är sysselsatta i en primärnäring (jordbruk, skogsbruk, fiske), inte minst i de fyra yttersta kommunerna, där fisket är stort. Det dominerande fisket är det så kallade Lofotfisket. Då kommer det båtar från nästan hela landet för att delta. Det fiskas efter skreien, (en vandrande torsk), som i början av året kommer in till ett av sina lekområden vid Lofoten. 
Jordbruket betyder fortfarande mycket i vissa områden och här är husdjur dominerande, mest kor och får, som producerar mejeriprodukter och kött. Får finns i hela Lofoten. På Vestvågøya finns också getter, höns och svin. Här är också mjölkproduktionen viktig. 

## Turism
Lofoten är ett populärt turistmål, med bland annat sina små fiskelägen.Det är vanligt att man hyr ut, det som i Norge kallas för "rorbuer" till övernattning för turister. "Rorbuer" är små hus som tidigare användes av alla tillresande fiskare under Lofotfisket. Numera bor som regel fiskarna på sina båtar.
På sommaren kommer det också mycket kryssningsfartyg på besök. Det finns flera museer i Lofoten. Här kan nämnas Lofotmuseet i Kabelvåg, Lofotakvariet och Norsk Fiskeværsmuseum i Å, där man har bevarat hela fiskeläget med kompletta byggnader. Vid Borg på Vestvågøya ligger Lofotr Vikingmuseum. Här har man byggt upp ett hövdingsäte från Vikingatiden.. Sedan 2015 finns också golfbanan Lofoten Links på ön Gimsøya, som är världens nordligaste linksbana.

## Kommunikationer
De yttersta öarna Værøya och Røst, är kommunikationsmässigt knutna till staden Bodø, till skillnad från resten av Lofoten. Staden Svolvær har förbindelse med bilfärja över Vestfjorden till Skutvik (Fylkesväg 81) och vidare mot Europaväg 6. Mot Vesterålen går det färja från Fiskebøl till Melbu i Hadsels kommun. Kung Olavs väg (Europaväg 10) knyter Lofoten samman,  från Å på Moskenesøya till Europaväg 6 i Bjerkvik, utan att man behöver använda färja, (Lofastförbindelsen).
Hurtigruten anlöper Stamsund och Svolvær. Værøya har helikopterförbindelse med Bodø. Det finns mindre flygplatser vid Svolvær, på Røst och dessutom vid Leknes. 

## Bilder

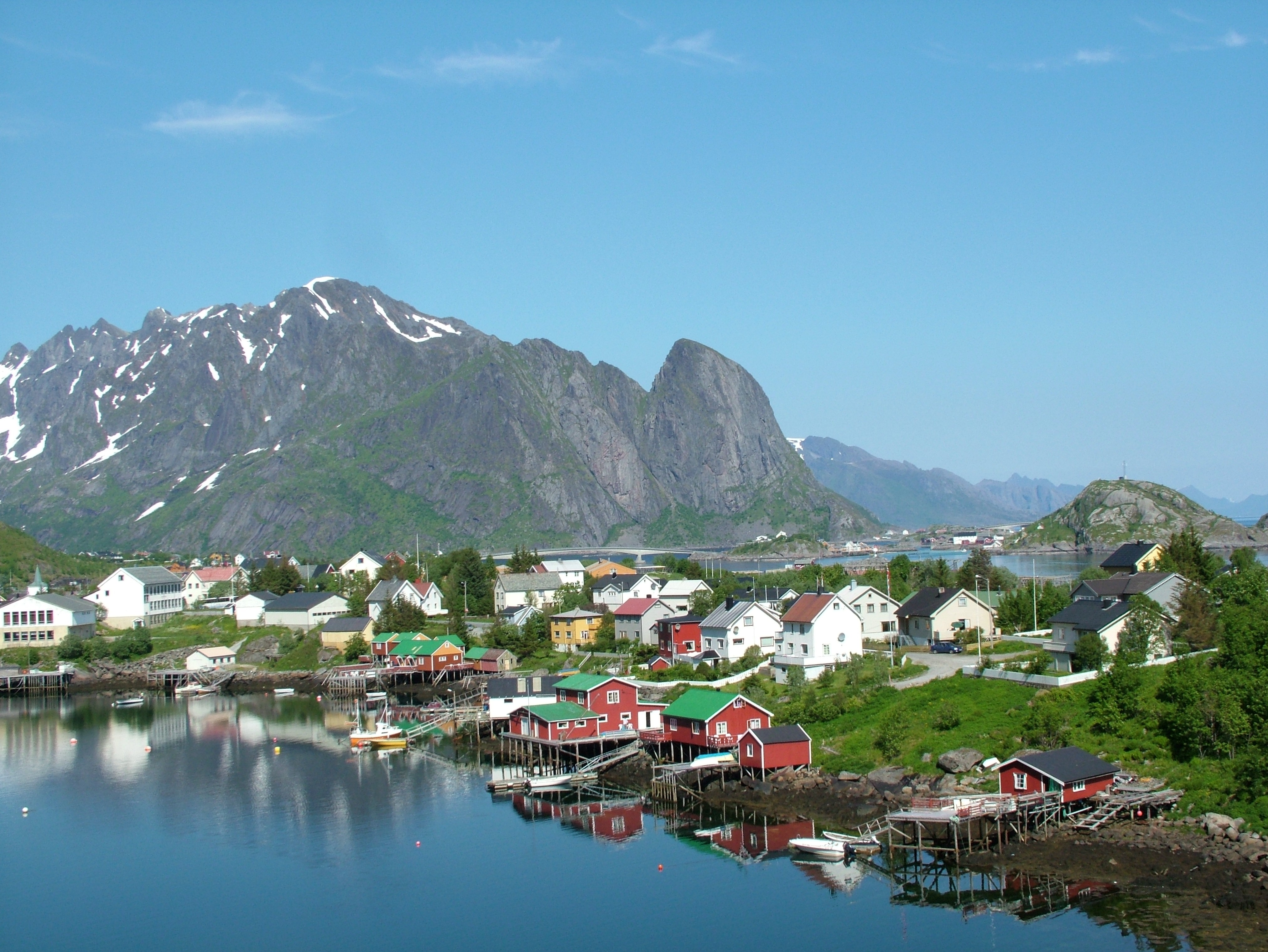
Reine.
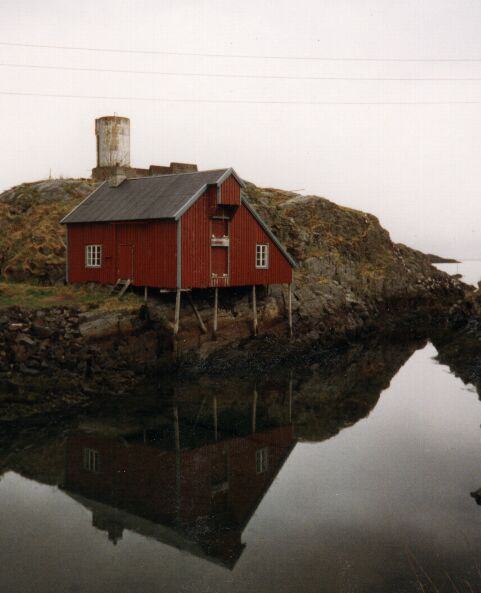
Trandamp i Å.
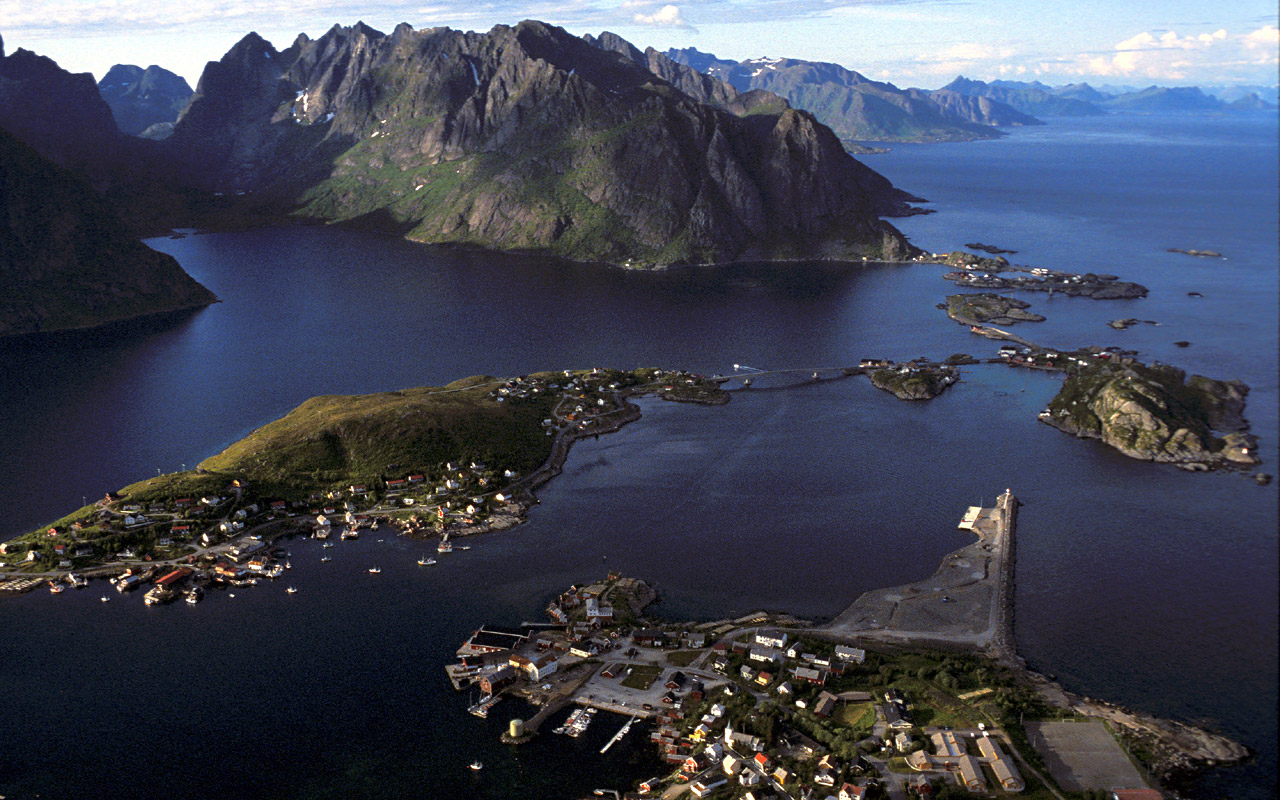
Reine.
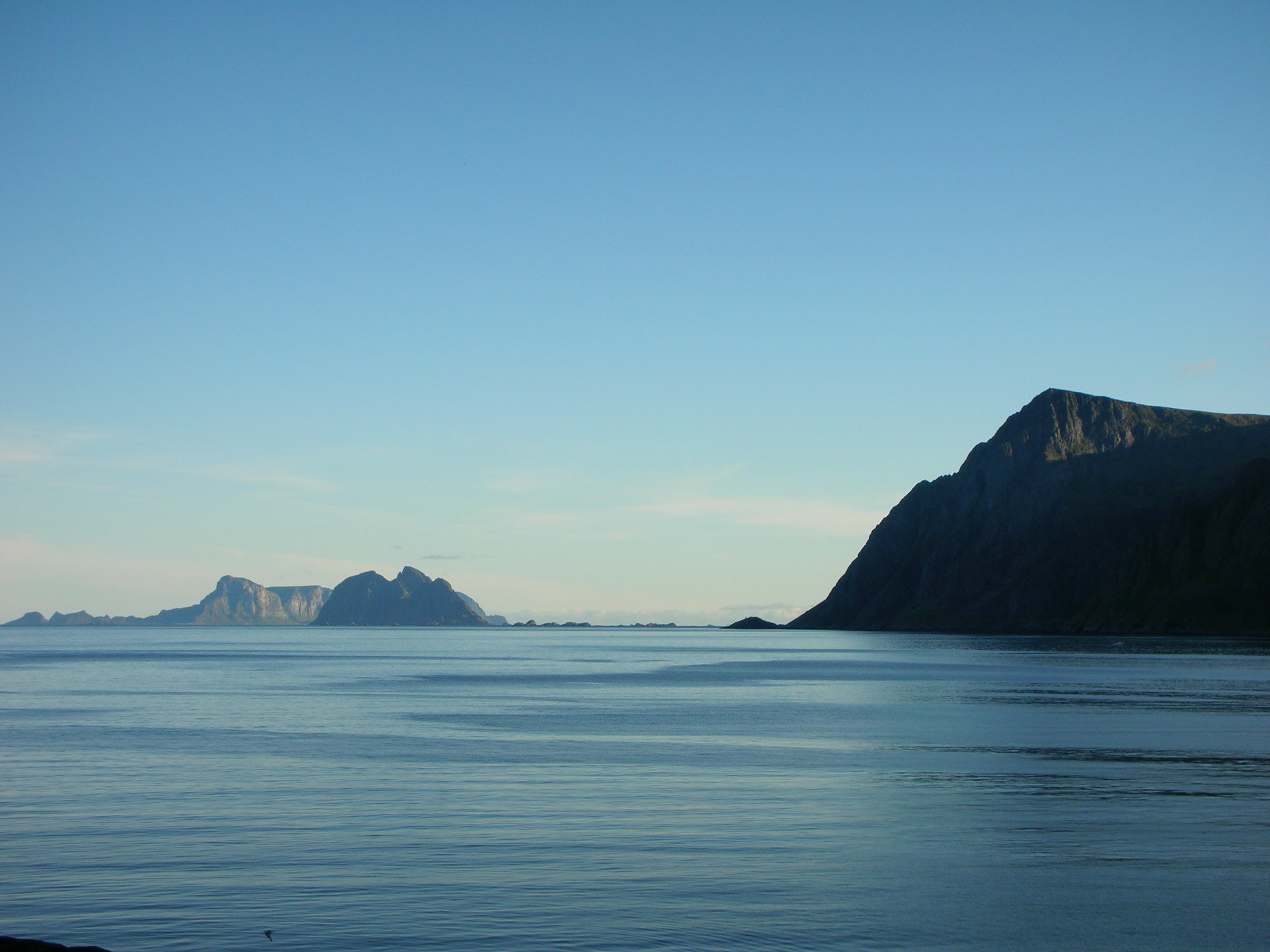
Moskstraumen.
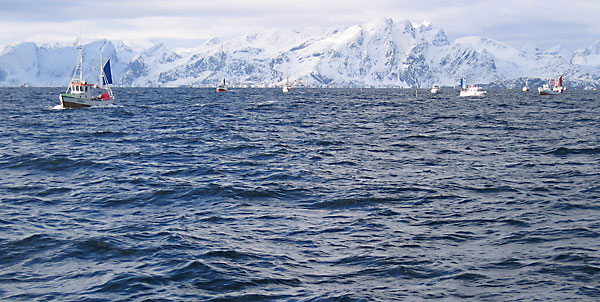
Torskfiske utanför Flakstadøya.
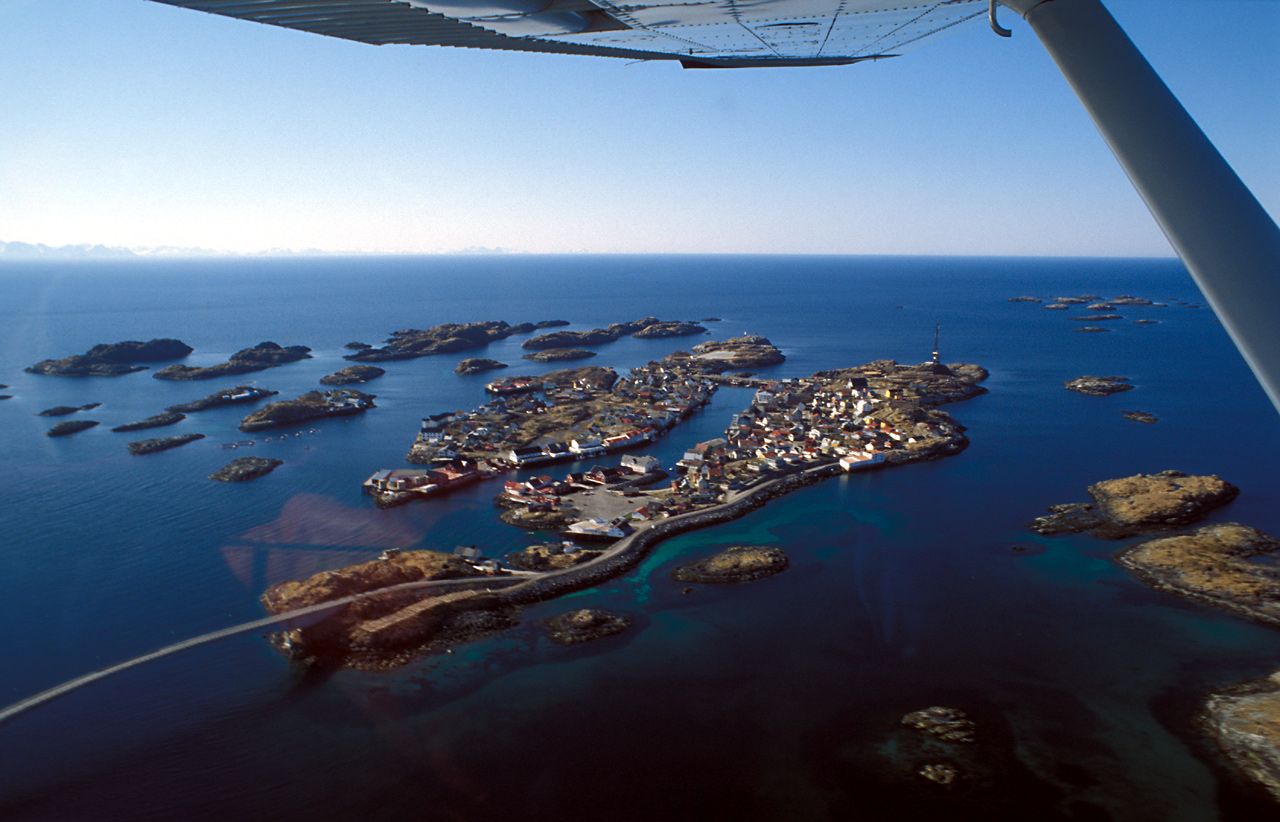
Henningsvær.
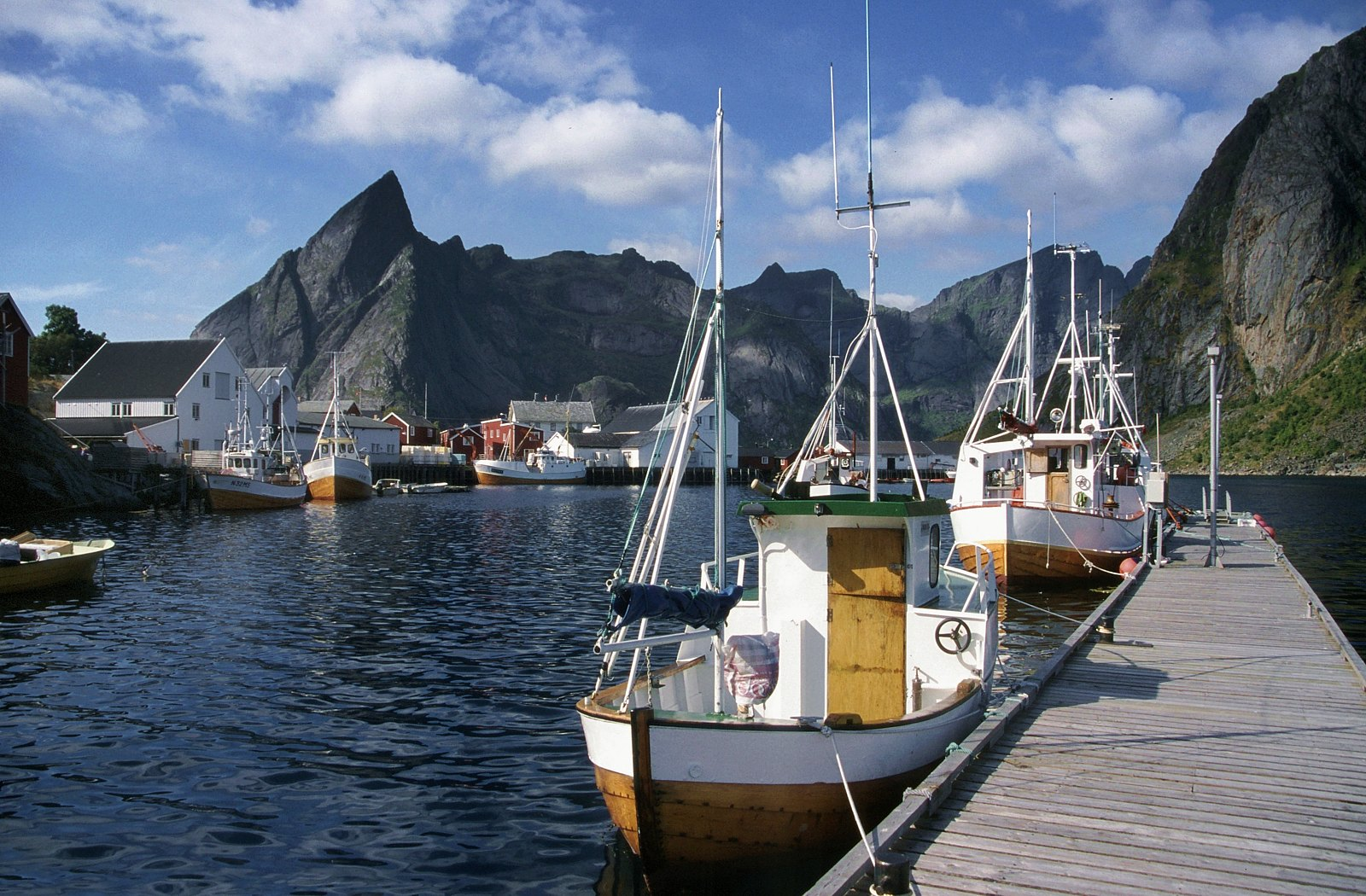
Hamnøya.
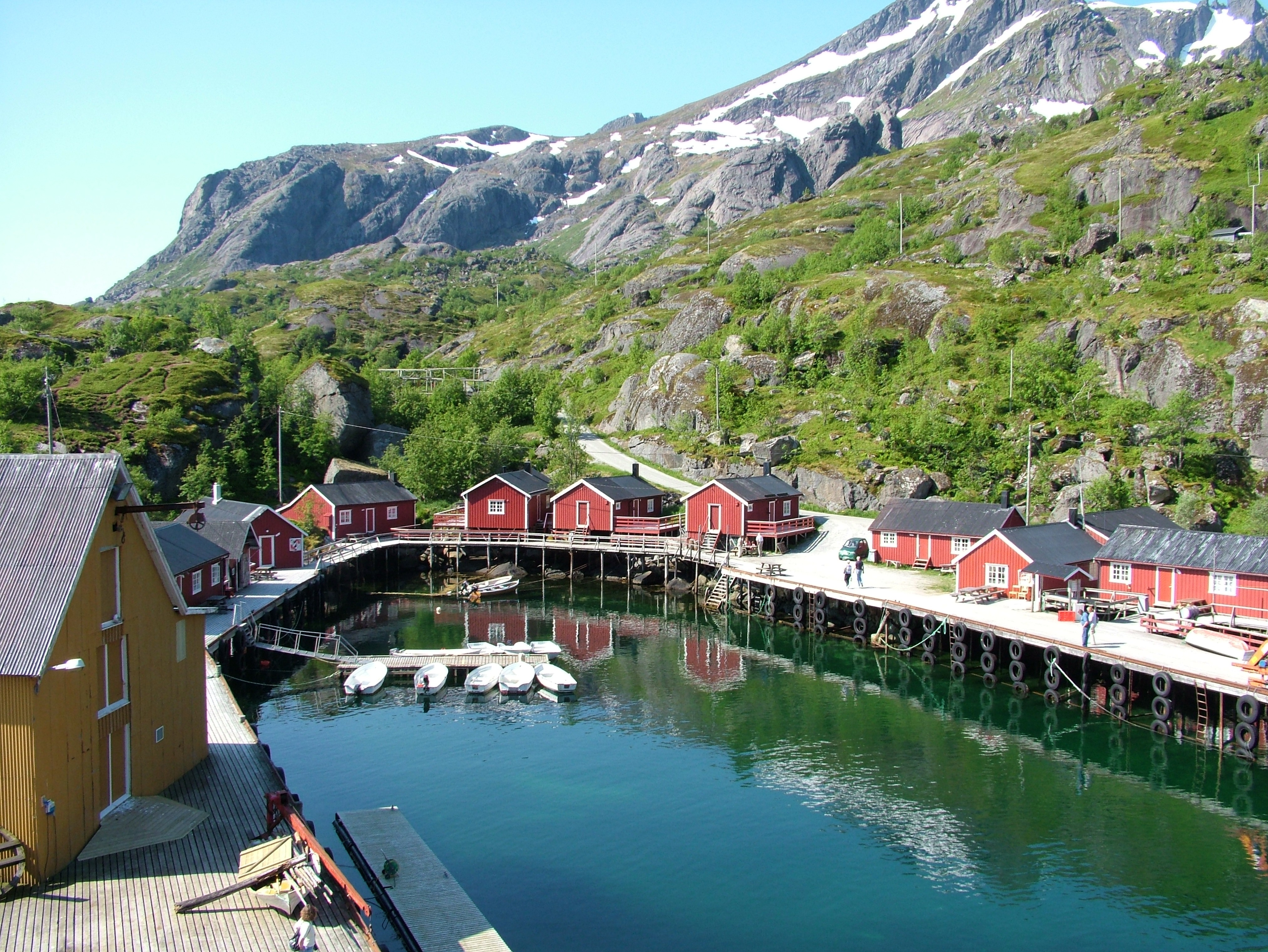
Nusfjord.
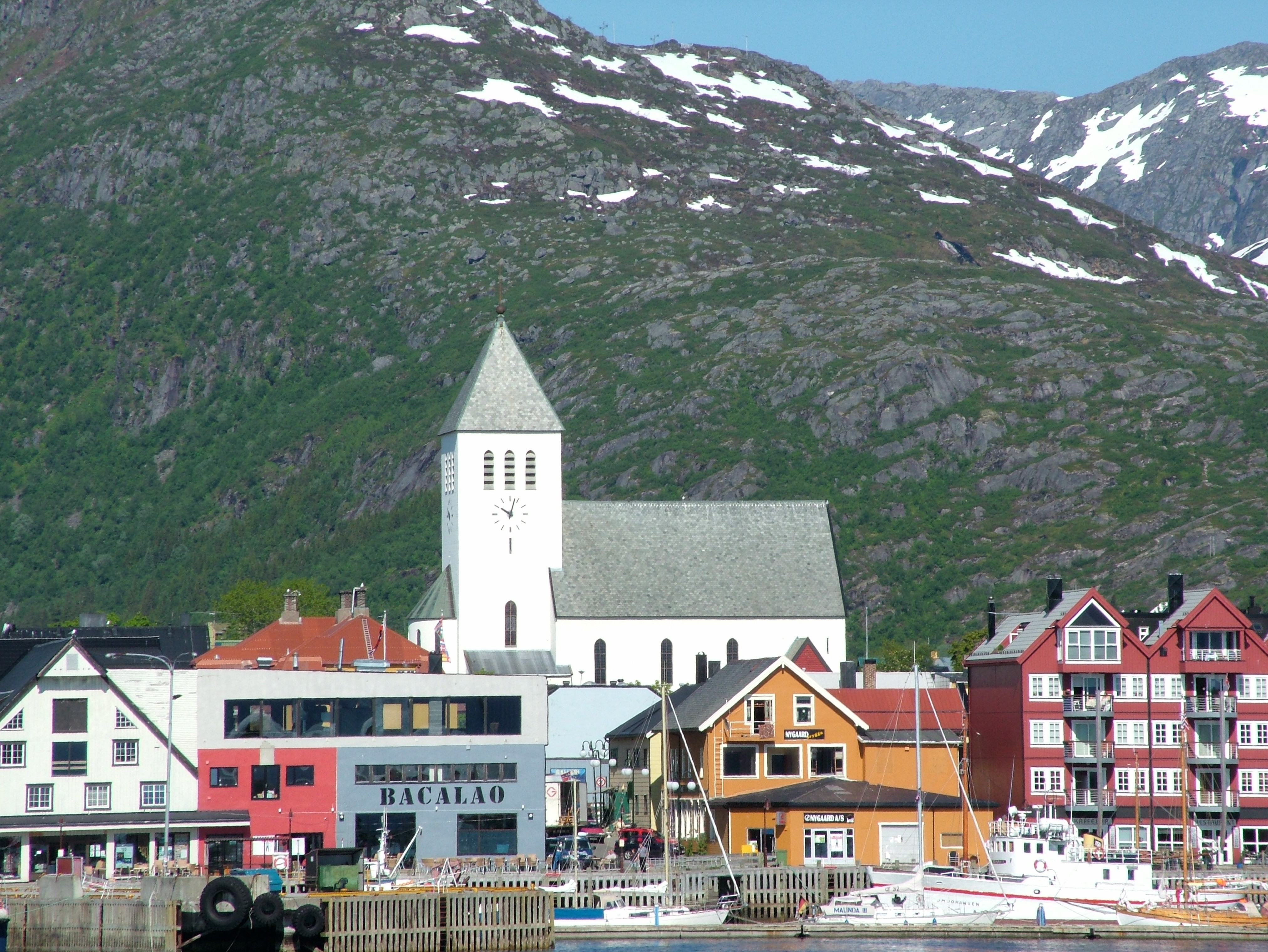
Svolvær.